# Turkcell
Turkcell İletişim Hizmetleri A.Ş., prescurtat Turkcell, cu un total de 64,8 milioane de clienți (la sfârșitul anului 2011), este cel mai mare operator de telefonie mobilă și cea mai mare companie de comunicații mobile din Turcia și a treia mare companie de telefonie mobilă din Europa .